# Só Vou se Você For
Só Vou Se Você For é uma escola de samba da cidade de São Paulo. 

## História
Foi criada em 19 de Outubro de 1984 como Bloco. Em 1997 virou escola de samba. Foi campeã do Grupo Acesso B (1997), Grupo 3 Oeste (1998) e do Grupo 2 (2000). Em  2001 já desfilava no Sambódromo do Anhembi.

## Segmentos

### Presidentes
| Nome                      | Mandato   | Ref.  |
| ------------------------- | --------- | ----- |
| Reginaldo de Paula Santos | ?-?       | [ 2 ] |
| Jhonny                    | ?-?       | [ 3 ] |
| Tom                       | 2015      |       |
| Suelen Rocha              | 2016-2020 |       |

### Diretores
| Nome | Diretor de Carnaval  | Diretor de Harmonia  | Mestre de bateria  | Ref.  |
| ---- | -------------------- | -------------------- | ------------------ | ----- |
| 2015 | Sérgio               | Róbson "Ró"          | Gugu               | [ 4 ] |
| 2017 | Antonio Carlos       | Robson "Ró"          | Hebert B / Lucas E |       |
| 2018 | Jeferson             | Robson "Ró"          | Hebert B / Lucas E |       |
| 2019 | Comissão de Carnaval | Comissão de Harmonia |                    |       |

### Casal de Mestre-Sala e Porta-Bandeira
| Ano  | Nome                               | Ref.  |
| ---- | ---------------------------------- | ----- |
| 2014 | Tchaca SImplesmente e Vivian Alves |       |
| 2015 | Higor Henrique e Naiomy Pires      | [ 4 ] |
| 2016 | Tchaca Simplesmente e Simone Costa | [ 5 ] |
| 2017 | Gabriel Cruz e Simone Costa        |       |
| 2018 | Gabriel Cruz e Simone Costa        |       |
| 2019 | Denise Monteiro e Aquim            |       |

### Corte de Bateria
| Ano  | Rainha | Ref.  |
| ---- | ------ | ----- |
| 2016 | Giane  | [ 5 ] |

## Carnavais
| Ano  | Colocação | Grupo | Enredo | Carnavalesco | Intérprete | Ref.          |
| ---- | --- | --- | --- | --- | --- | ------------- |
| 1997 | Campeã | Seleção B (Sétima divisão)                                                                                             | Pindorama: Terra de Índio                                                                                              | Fábio Parra | | [ 6 ] [ 7 ]   |
| 1998 | Campeã | 3-Oeste (Quinta divisão alternativa)                                                                                   | Clara Guerreira | Fábio Parra | | [ 6 ] [ 8 ]   |
| 1999 | 4º lugar | 2-UESP (Quarta divisão)                                                                                                | Mãe Menininha - A Beleza do Mundo Tá no Gantois                                                                        | Fábio Parra | | [ 6 ] [ 9 ]   |
| 2000 | Campeã | 2-UESP (Quarta divisão)                                                                                                | A Estrela Dalva de Oliveira                                                                                            | Fábio Parra | | [ 6 ]         |
| 2001 | 4º lugar | 1-UESP (Terceira divisão)                                                                                              | O Encanto das 7 Rainhas Africanas                                                                                      | Fábio Parra | | [ 6 ]         |
| 2002 | 11ºlugar | 1-UESP | Noite, Onde Tudo Acontece                                                                                              | Tito Arantes | | [ 6 ]         |
| 2003 | 8º lugar | 2-UESP | Ouro Preto - Suas Minas Têm Histórias, Suas Histórias Têm Riquezas                                                     | Alexandro Souza | | [ 6 ]         |
| 2004 | 9º lugar | 2-UESP | Fique de Olho. Não Precisa Pagar Para Ver. A “Só Vou Se Você For” Mostra uma Maneira Diferente de Enxergar São Paulo   | Comissão de Carnaval                                                                                                   | | [ 6 ]         |
| 2005 | 3º lugar | 3-UESP | Jogo de Campeão | Horácio R. Filho | | [ 6 ]         |
| 2006 | 3º lugar | 3-UESP | As Quatro Damas de Ébano                                                                                               | Comissão de Carnaval                                                                                                   | | [ 6 ]         |
| 2007 | 8º lugar | 3-UESP | Um, Dois, Feijão Com Arroz                                                                                             | Comissão de Carnaval                                                                                                   | | [ 6 ]         |
| 2008 | 7º lugar | 2-UESP | A Revolta dos Malês e Seu Legado                                                                                       | Artur Reis e Comissão de Carnaval                                                                                      | | [ 6 ]         |
| 2009 | 7º lugar | 2-UESP | Sinfonia das Cores de um Brasil Todo Feito à Mão                                                                       | Pedrinho | | [ 6 ]         |
| 2010 | 5º lugar | 2-UESP (Quarta divisão)                                                                                                | Mar, Misterioso Mar Compositores:Nei Melodia, Ademir, Turquinho e Cris Viana. Intérprete:Rodrigo Xara                  | Comissão de Carnaval                                                                                                   | | [ 2 ] [ 6 ]   |
| 2011 | 8º lugar | 2-UESP (Quarta divisão)                                                                                                | Só Vou brilhar numa aquarela de sonhos e cores                                                                         | Comissão de Carnaval                                                                                                   | | [ 6 ]         |
| 2012 | 12º lugar | 2-UESP (Quarta divisão)                                                                                                | No Caminho da luz a energia nos Conduz                                                                                 | Comissão de Carnaval                                                                                                   | | [ 6 ]         |
| 2013 | 14º lugar | 3-UESP (Quinta divisão)                                                                                                | Máscaras...a outra face da vida                                                                                        | Comissão de Carnaval                                                                                                   | | [ 6 ]         |
| 2014 | Vice-campeã | 4-UESP (Sexta divisão)                                                                                                 | A Vida é um jogo! | Comissão de Carnaval                                                                                                   | | [ 6 ]         |
| 2015 | 10º lugar | 3-UESP | A arte de presentear Compositores:Nelson Valentim e Samuel Valentim                                                    | Horácio | Nilson Valentim | [ 4 ]         |
| 2016 | 8º lugar | 4-UESP | Sonhar Com O Rei Dá Leão                                                                                               | Flavio Campello | | [ 10 ]        |
| 2017 | Vice-campeã | 4-UESP | Arco-Íris | | |               |
| 2018 | 4º lugar | 3-UESP | “Poesia em Forma de Canção”                                                                                            | Danilo Dantas | Thiago Luís | [ 11 ]        |
| 2019 | 5º Lugar | 3-UESP | A Voz do Gueto sou Eu                                                                                                  | Comissão de Carnaval                                                                                                   | | [ 12 ] [ 13 ] |
| 2020 | 11º Lugar | Acesso 1 de Bairros | O Chão é um palco de ilusão, e o céu uma lona de inspiração                                                            | Comissão de Carnaval                                                                                                   | | [ 14 ]        |
| 2021 | Inicialmente adiados para o mês de julho, os desfiles do Carnaval 2021 foram cancelados devido a pandemia de Covid-19. | Inicialmente adiados para o mês de julho, os desfiles do Carnaval 2021 foram cancelados devido a pandemia de Covid-19. | Inicialmente adiados para o mês de julho, os desfiles do Carnaval 2021 foram cancelados devido a pandemia de Covid-19. | Inicialmente adiados para o mês de julho, os desfiles do Carnaval 2021 foram cancelados devido a pandemia de Covid-19. | Inicialmente adiados para o mês de julho, os desfiles do Carnaval 2021 foram cancelados devido a pandemia de Covid-19. | [ 15 ]        |
| 2022 | 7º Lugar | Acesso 2 de Bairros | A Santíssima Trindade Junina                                                                                           | Rodolfo Santos | | [ 16 ] [ 17 ] |
| 2023 | 8º Lugar | Acesso 2 de Bairros | Sob um manto Alvinegro, as quinze estrelas que bordaram uma história                                                   | | | [ 18 ]        |
| 2024 | 10º Lugar | Acesso 2 de Bairros | Pantanal, Sonhos e Encantos de um Rio que Banha Brasil                                                                 | Lucas Huan | Chu Santos | [ 19 ]        |